# Dielheim
Dielheim település Németországban, azon belül Baden-Württembergben. Lakosainak száma 9144 fő (2023. december 31.).

## Népesség
A település népessége az elmúlt években az alábbi módon változott:
| Lakosok száma | 6999 | 8992 | 9027 | 9071 | 9232 | 9144 |
|               | 1975 | 2017 | 2019 | 2021 | 2022 | 2023 |